# Momoty Dolne
Momoty Dolne (prononciation : [mɔˈmɔtɨ ˈdɔlnɛ]) est un village polonais de la gmina de Janów Lubelski dans le powiat de Janów Lubelski de la voïvodie de Lublin dans l'est de la Pologne.
Il se situe à environ 14 kilomètres au sud de Janów Lubelski (siège de la gmina et du powiat) et 74 kilomètres au sud de Lublin (capitale de la voïvodie).

## Histoire
De 1975 à 1998, le village est attaché administrativement à la voïvodie de Tarnobrzeg.

Depuis 1999, il fait partie de la voïvodie de Lublin.